# Dunvant
Dunvant (in gallese: Dyfnant) è una comunità (community) di circa 4 300 abitanti del Galles sud-orientale, facente parte della contea di Swansea e situata ai margini della penisola di Gower.

## Geografia fisica
Dunvant si trova a pochi chilometri a ovest/nord-ovest di Swansea e a sud di Gowerton.

## Origini del nome
Il toponimo Dyfnant significa letteralmente "corrente profonda".

## Storia
Fino al 1914 Dunvant era principalmente un villaggio minerario dedito all'estrazione del carbone.

## Monumenti e luoghi d'interesse

### Architetture religiose

#### Ebenezer Chapel
Principale edificio religioso di Dunvant è la Ebenezer Chapel, chiesa fondata nel 1875 da un gruppo di cristiani di Swansea.

## Società

### Evoluzione demografica
Nel 2019, la popolazione stimata della community di Dunvant era pari a 4 294 abitanti, di cui 2204 erano donne e 2090 erano uomini.
La popolazione al di sotto dei 18 anni era stimata in 795 unità (di cui 409 erano i bambini al di sotto dei 10 anni), mentre la popolazione dai 65 anni in su era stimata in 1 095 unità (di cui 270 erano le persone dagli 80 anni in su).
Dunvant ha conosciuto decremento demografico rispetto al 2011, quando la popolazione censita era pari a 4 383 unità e al 2001, quando la popolazione censita era pari a 4 679 unità.

## Sport
- La squadra locale di rugby è il Dunvant RFC, club fondato nel 1887[1][5]